# 吉澤梨里花
梨里花（りりか、旧芸名：吉澤 梨里花〈よしざわ りりか〉、2010年〈平成22年〉7月20日 - ）は日本の女優。元子役。所属事務所はテアトルアカデミー、HONESTを経てLinkus Entertainment。

## 経歴・人物
東京都出身。2歳からテアトルアカデミーに所属して子役としてデビュー。以後は数々のテレビドラマやCMなどに出演。
2023年4月に中学校へ進学。これを機に子役時代から所属していたテアトルアカデミーを離れてHONESTに移籍すると共に、芸名も名字の吉澤を外して「梨里花」と改めた。
また、2023年にニコラモデルオーディションにてニコ㋲となる。
趣味・特技はピアノ、合気道。

## 出演

### テレビドラマ
- 最強のオンナ（2014年、TBS）桐原麻衣（幼少期）役
- 24時間テレビドラマ「はなちゃんのみそ汁」（2014年、NTV）- 役柄不明
- 問題のあるレストラン（2015年、フジテレビ）- 結実（幼少期）役
- 探偵の探偵 第1話（2015年、フジテレビ）- 咲良（幼少期）役
- 無痛～診える眼～ 第2話（2015年、フジテレビ）- 娘役
- フラジャイル 第4話 （2016年、フジテレビ）- 安田綾役
- お迎えデス。第1話（2016年、日本テレビ）- 玲子（幼少期）役
- ドクター調査班～医療事故の闇を暴け～ 第5話（2016年、テレビ東京）- 瑠衣役
- 警視庁・捜査一課長 第8話（2016年、テレビ朝日）- 田嶋桜（幼少期）役
- はじめまして、愛しています。第1話（2016年、テレビ朝日）- ピアノ教室の生徒役
- HOPE～期待ゼロの新入社員～ 第4話（2016年、フジテレビ） - 白石紗英役
- 模倣犯（2016年、テレビ東京） - ユミコ（幼少期）役
- 実況される男 第4・10話（2016年、フジテレビ）
- 嘘の戦争（2017年、フジテレビ）- 二科桜役
- ツバキ文具店（2017年、NHK）- 雨宮鳩子（幼少期）役
- 櫻子さんの足下には死体が埋まっている 第2話（2017年、フジテレビ）
- 明日の約束（2017年、CX）- 日向（幼少期）役
- 民衆の敵（2017年、CX）- 佐藤智子（幼少期）役
- 魔法×戦士 マジマジョピュアーズ!（2018年-2019年、TX）愛乃スミレ役
- 世にも奇妙な物語 '18春の特別編「ワープ」（2018年、フジテレビ）小林里香役
- 健康で文化的な最低限度の生活 第4話（2018年、CX）- 岩佐咲役
- 絶対正義 第7話（2019年、CX）- 謎の少女役
- ベビーシッター・ギン! 第8話（2019年、NHK BSプレミアム）- 綾子（幼少期）役
- インハンド 第7話（2019年、TBS）- 橘美香役
- 僕だけが17歳の世界で 第4話・最終話（2020年、AbemaTV）- 岡崎朱音役
- アンサングシンデレラ 第5話（2020年、CX）- 葵なな役
- おカネの切れ目が恋のはじまり（2020年、TBS）- 純の妹役
- 大河ドラマ（NHK）
  - 青天を衝け（2021年）- 茂姫役
  - 光る君へ（2024年）- 藤原賢子役[3]
- 連続テレビ小説 ちむどんどん（2022年前期放送、NHK）前田早苗役
- 六本木クラス（2022年、テレビ朝日）- 松下未玖役
- もう一度パパと呼ばれる日（2023年、フジテレビ）

### 映画
- 四月は君の嘘（2016年） - 瀬戸小春役
- 恐怖人形（2019年）- ヨシコ役
- 首領（2020年）- 橘理子役

### バラエティ
- 「痛快TV スカッとジャパン」神対応スカッと（CX)

### 劇場アニメ
- 機動戦士ガンダム ククルス・ドアンの島（2022年、ドラ）

### 吹き替え
- スパイディとすごいなかまたち（2021年、ゴースト・スパイダー / スパイダーグウェン）[4]

### CM
- モスバーガー「モスのネット注文」
- イオン「ランドセル」
- ハウス食品×クラシル「母の日カレー」
- P&G「レノア」
- スタジオマリオ
- 吉德
- 花王「アタック」
- トヨタ自動車「SAFETY SENSE」
- キューピーマヨネーズ（ラジオCM）
- 三井住友海上火災保険
- アクアクララ カッパちゃん役
- ヤマハ音楽教室
- 山崎製パン「超芳醇」
- リクルート「じゃらん」
- 東芝「使う人の気持ち」篇
- 花王「ビオレU ボディウオッシュ」
- 大正製薬「パブロンキッズ」ウェブムービー
- 三菱電機「風神」
- イオン「ランドセル」
- 味の素「鍋キューブ」
- ロッテ「乳酸菌ショコラ」